# Kim Hye-jun
Kim Hye-jun, née le 8 mai 1995, est une actrice sud-coréenne.

## Filmographie sélective

### Cinéma
- 2019 : Park Sun-woo dans Metamorphosis de Kim Hong-seon
- 2021 : Hong Eun-joo dans 500 Mètres sous terre de Kim Ji-hoon[2]